# Robert Varnajo
Robert Varnajo (Curzon, 1 de maio de 1929 – 13 de fevereiro de 2024) foi um desportista francês que competiu em ciclismo nas modalidades de estrada e pista.
Durante a sua carreira profissional conseguiu 11 vitórias, destacando uma etapa no Tour de France de 1954, também ganhou uma medalha de prata no Campeonato Mundial de Ciclismo em Estrada de 1950, na prova de estrada amador.
Em pista obteve uma medalha de bronze no Campeonato Mundial de Ciclismo em Pista de 1963, na prova de médio fundo.

## Medalheiro internacional

### Ciclismo em estrada
| Campeonato Mundial | Campeonato Mundial   | Campeonato Mundial | Campeonato Mundial |
| Ano                | Lugar                | Medalha            | Competição         |
| ------------------ | -------------------- | ------------------ | ------------------ |
| 1950               | Moorslede ( Bélgica) | Medalha de prata   | Estrada (A)        |

### Ciclismo em pista
| Campeonato Mundial | Campeonato Mundial | Campeonato Mundial | Campeonato Mundial |
| Ano                | Lugar              | Medalha            | Competição         |
| ------------------ | ------------------ | ------------------ | ------------------ |
| 1963               | Rocourt ( Bélgica) | Medalha de bronze  | Médio fundo (P)    |

## Palmarés
- 1951
  - 1º do G.P. lleva Livre-Poitou
  - 1º do Circuito de Mont-Branco
  - Vencedor de 2 etapas ao Tour de Argélia
  - Vencedor de uma etapa ao Tour do Sudoeste
  - Vencedor de uma etapa ao Tour do Sudeste
- 1952
  - 1º da Paris-Camembert
- 1953
  - 1º do Grande Prêmio da França
  - 1º da Paris-Bourges
- 1954
  - 1º do Circuito dos Boucles do Sena
  - Vencedor de uma etapa ao Tour de France
- 1957
  - Vencedor de uma etapa da Volta à Normandía
- 1960
  - Vencedor de uma etapa ao Tour do Arieja
- 1961
  - 1º a Poiré-sur-Vie
- 1963
  - 3º ao Campeonato de Médio-fundo de ciclismo em pista

## Resultados ao Tour de France
- 1954. 41º da classificação geral. Vencedor de uma etapa
- 1955. Abandona (8ª etapa)
- 1958. Abandona (17ª etapa)